# Plage Sghirat

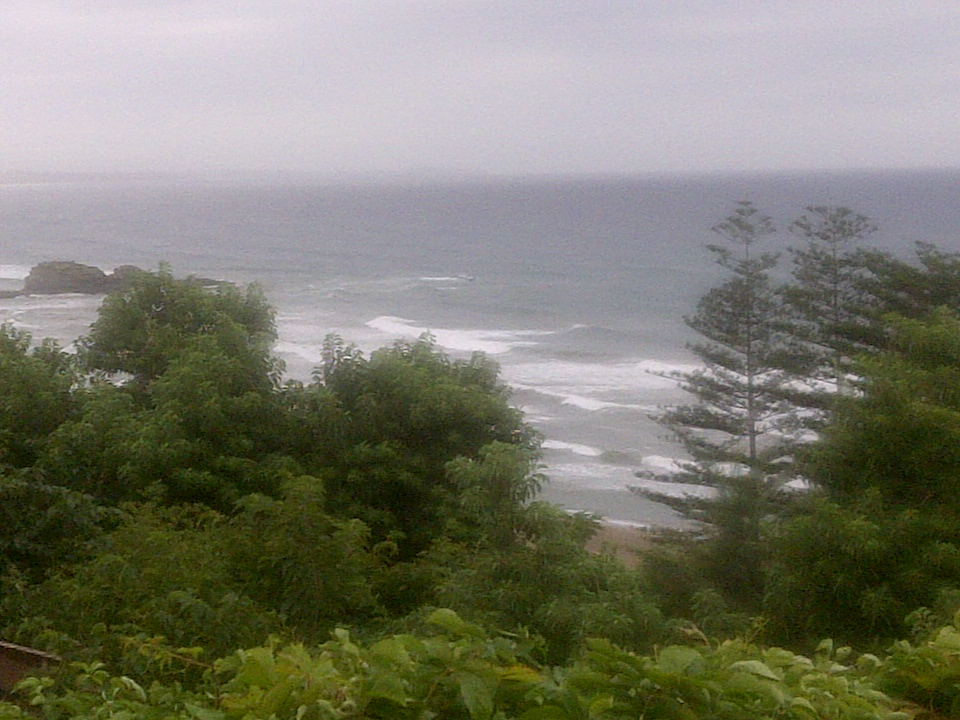
Plage de Sghirat à Thénia

La plage Sghirat est une plage située dans la commune de Thénia dans la wilaya de Boumerdès en Algérie, qui constitue l'unique ouverture du territoire communal sur la Mer Méditerranée.

## Description

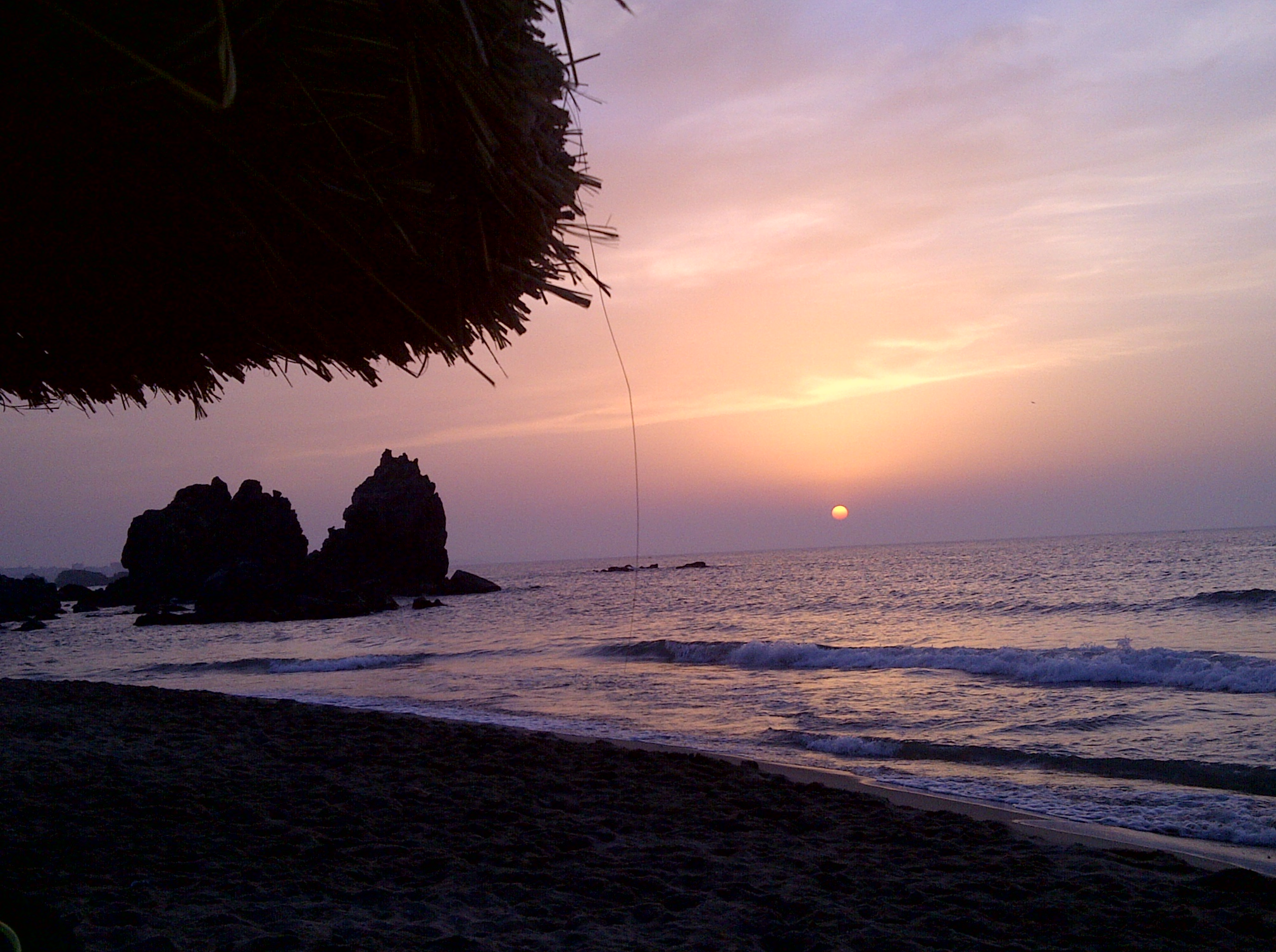
Plage de Sghirat à Thénia.

Son rivage s'étend sur 3 kilomètres à partir de l'est sur la côte d'El Karma (Figuier) dans la commune de Boumerdès (Rocher Noir) pour atteindre à l'ouest la côte de Zemmouri El Bahri (Courbet-Marine) dans la commune de Zemmouri (Courbet).
Ce littoral de Thénia est parallèlement parcouru par la route nationale 24 (RN24) distante de la mer de seulement quelques dizaines de mètres.
Sur ce littoral de Thénia se trouvait, avant 2008, une seule plage sablonneuse d'environ 800 mètres de longueur qui profitait aux baigneurs.
Depuis, les aménagements dans ce littoral ont permis d'obtenir deux plages à Seghirat, un beau rivage qui s'appelait auparavant « les Grottes ».
La plus petite de ces plages, située à l'est du côté d'El Karma, est d'une longueur de 300 mètres, alors que la plus grande, située à l'ouest du côté de Zemmouri El Bahri, est longue de plus de 1 200 mètres.
Ce qui donne au total une longueur de plage de baignade à Thénia d'environ 1 500 mètres.
Répartition en 2014 du littoral de Sghirat dans la commune de Thénia sur une longueur de 3 km ( 3 000 mètres)
- Plage "La Petite" (300 mètres) (10 %)
- Plage "La Grande" (1 200 mètres) (40 %)
- Rochers et grottes (500 mètres) (17 %)
- Village touristique "SIDAR" (1 000 mètres) (33 %)

En effet, cette plage de Thénia est l'une des 34 plages qui ont été ouvertes à la baignade sur la bande côtière de la Wilaya de Boumerdès durant la saison estivale 2014.
Cette jolie plage, appelée communément Sghirate ou Skhirate, a bénéficié d'un récent aménagement pour permettre aux vacanciers d’y passer un agréable séjour estival.
La plage Sghirate, ou Skhirate, a donc été dotée d’éclairage, de parking, de toilettes et de douche.
L'étymologie du nom de cette plage peut donner la signification de "petite plage" au nom "Sghirate صغيرات" ou bien "petits rochers" au nom "Skhirate صخيرات".
C'est ainsi que le nom de cette plage de Thénia est indifféremment prononcé localement comme "Sghirate صغيرات", "Skhirate صخيرات" ou "la petite الصغيرة".
|     | صخيرات      | صغيرات    | الصغيرة   | الكبيرة   |
| 1er | Skhirat     | Sghirat   |           |           |
| 2e  | Skhirate    | Sghirate  |           |           |
| 3e  | Sekhirat    | Seghirat  |           |           |
| 4e  | Sekhirate   | Seghirate |           |           |
| 5e  | Les grottes | La petite | La petite | La grande |

La plage de "Skhirate صخيرات" tire probablement son nom du fait qu'elle est délimitée par de grands rochers dont certains plongent leur nez directement dans la mer alors que d'autres, disposés comme des remparts, sont souvent utilisés comme des abris et lieux de repos par les estivants.
Cette petite plage "Sghirate صغيرات" a encore de la chance de ne pas être affectée par les constructions illicites, un avantage qui s'ajoute à bien d'autres, comme sa position géographique et ses potentialités naturelles, des atouts qui peuvent lui ouvrir des perspectives de développement touristiques sous toutes les formes.
La société saoudienne SIDAR y chapeaute actuellement[Quand ?] le projet d'une station touristique de grande envergure. Ce complexe touristique couvre une superficie de quelque 600 000 mètres carrés et s'étend sur 1 000 mètres de superbes plages dorées. Ce complexe pourra contenir 5 000 lits avec toutes les commodités nécessaires pour assurer le bien-être des touristes.
Néanmoins, la pollution n'a pas épargné la plage de Sghirat, car ce sont les eaux usées en provenance d'un site de chalets qui se répandent encore dans la mer, en traversant un oued jonché de déchets se trouvant à quelques mètres seulement de la station de relevage et d'assainissement,.
Toute sorte d'objets crasseux et nuisibles sont en effet rejetés par la mer au niveau du littoral de Sghirat.
Il est à rappeler qu'en amont de la crique de Sghirat, la construction de 200 logements sociaux locatifs pour la commune de Thénia a été annoncée en 2013.
Ces 200 logements programmés viennent compléter le lot des 800 logements chinois de Sghirat qui abritent les sinistrés du séisme du 21 mai 2003, et qui souffraientt avant 2008 du froid hivernal à cause de l’absence de gaz de ville.
Mais pour accéder à ce rivage de Sghirat en venant de la ville de Boumerdès par la route nationale 24 (RN24), les routiers et estivants mettent encore plus d’une heure pour traverser la coquette ville d'El Karma (Figuier) à cause des baraques installées illicitement depuis 2004, et qui continuent à obstruer cette route.
De ce fait, ce goulot d’étranglement d'El Karma (Figuier) décourage les milliers d’estivants algérois habitués aux deux plages de Sghirat.
Pour l'éclairage public de la RN24 au niveau de Sghirat, ce tronçon entre Boumerdès et Zemmouri était toujours plongé en 2010 dans l'obscurité malgré l’existence de lampadaires.
Quant à l'enseignement primaire dans cette bourgade de Sghirat, des carences subsistent encore dans la gestion de son école primaire.
Cette école primaire avait bénéficié en 2009 d'une reconstruction en préfabriqué par Sonatrach pour accueillir 12 classes en préfabriqué, après que ce projet ait été confié à l’entreprise Cosider.